# ポンツィアーネ諸島

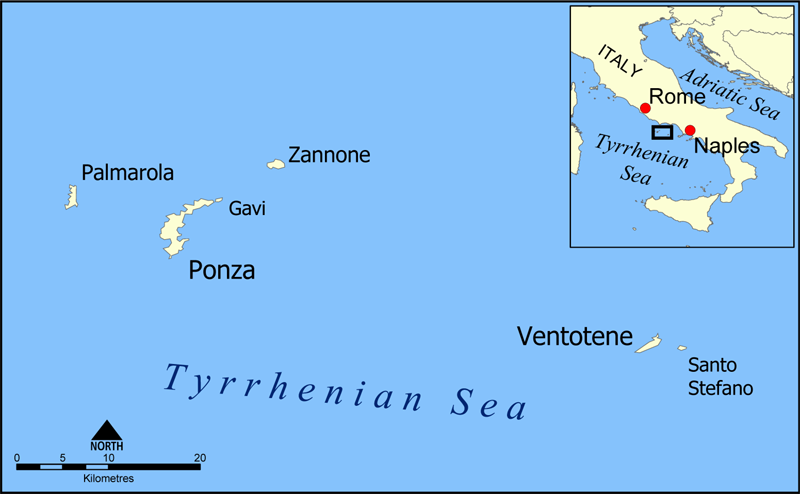
諸島の位置

ポンツィアーネ諸島（イタリア語: Isole Ponziane）は、イタリア半島西方のティレニア海にある諸島。
ガエータ湾の海岸の沖にあり、約12平方キロに全体で約4000人の住民が居るが、夏季には旅行者が訪れそれ以上となる。ポンティーネ諸島（イタリア語: Isole Pontine）とも。
諸島には6つの大きな島があり、2つのグループに分けられる。
- 北西群 (行政上はポンツァというコムーネに属する）
  - ポンツァ島
  - パルマローラ島
  - ザンノーネ島
  - ガーヴィ島
- 南東群 (行政上はヴェントテーネというコムーネに属する）
  - ヴェントテーネ島
  - サント・ステーファノ島

行政上、諸島はラティーナ県（ラツィオ州）に属し、北西群の島々がポンツァ、南東群の島々がヴェントテーネというコムーネ（基礎自治体）を形成している。なお、歴史的には、カンパーニアの一部とされた地域（旧テッラ・ディ・ラヴォーロ県の一部）であったが、ファシスト政権時代の行政区画再編により、フォルミアやガエータ地域とともにラツィオ州に編入された。
島々はフェリーや水中翼船などでフォルミアやアンツィオ、テッラチーナから訪れることができ、
また夏の間はイスキアとポッツオーリからも船が出ている。